# 比嘉武尊
比嘉 武尊（ひが たける、1985年4月22日 - ）は、日本の元子役。現在は、パイロット。沖縄県生まれ、神奈川県育ち。

## 来歴・人物
- セントラル子供タレント[1]に所属していた。
- 1980年代末期から90年代後半にかけて子役として活躍。
- 1997年頃からは比嘉 タケル名義で活動していた。
- 東京都立科学技術大学工学部を卒業し[2]、今現在は日本トランスオーシャン航空でパイロットとして勤務している[3][要検証 – ノート]。

## 出演作品
テレビドラマ
- 春日局 （NHK, 1989年1月1日 - 12月17日） - 竹千代（徳川家光の幼少期）役　※ドラマデビュー作品
- 翔ぶが如く 第31・32話（NHK, 1990年8月19日・26日）
- マダム・りん子の事件帖（NHK, 1991年1月9日 - 3月20日）
- 火曜サスペンス劇場 『向かいの家』（NTV, 1991年5月14日)
- 新十津川物語 （NHK, 1991年10月5日・12日・1992年5月2日・9日・9月19日・26日）
- 危険な恋・ビオラの女 第1-3話（ABC, 1993年7月13日・20日・27日）
- 超力戦隊オーレンジャー 第5話（ANB, 1995年3月31日）- 隆 役
- ママに宿題 （TBS, 1995年7月24日 - 9月1日）
- 超光戦士シャンゼリオン 第4話（TX, 1996年4月24日） - 弘樹 役
- ドラマ新銀河 いつか見た空 （NHK, 1996年10月28日 - 11月21日）- 久野茂雄（中井貴一の息子）役
- 甘辛しゃん （NHK, 1997年10月6日 - 1998年4月4日）- 榊 拓也（岡田義徳の少年時代）, 浅井 拓実（岡田義徳の息子）役
- スズキさんの休息と遍歴（NHK, 1997年11月22日）- スズキ ケンタ（西村雅彦の息子）役
- 天国まで響けボクのシンバル！病院内学級物語（TBS, 1998年12月25日）- キムラ トモヤ 役

映画
- 結婚「佐藤・名取御両家篇」（監督：恩地日出夫, 1993年4月24日公開）- 裕次郎 役
- 居酒屋ゆうれい （監督：渡邊孝好, 1994年10月29日公開）- 翼 役
- 学校の怪談３ （監督：金子修介, 1997年7月19日公開）- タイチ 役